# Phoma hapalocystis
Phoma hapalocystis är en lavart som beskrevs av Sacc. 1884. Phoma hapalocystis ingår i släktet Phoma, ordningen Pleosporales, klassen Dothideomycetes, divisionen sporsäcksvampar och riket svampar.   Inga underarter finns listade i Catalogue of Life.